# اشتعالية

رمز التحذير

قابلية الاشتعال أو قابلية الالتهاب ترجع لمدى السهولة التي تشتعل بها المادة لتسبب نار أو احتراق. المواد التي تشتعل في درجات الحرارة العادية تعتبر قابلة للاشتعال، باختلاف التعريفات النوعية لدرجة الحرارة. فمثلا، نقطة الوميض هي أهم الخصائص لقابلية الاشتعال. فنقط الوميض الأقل من 93.3 درجة مئوية يتم تصنيفها طبقا لتعليمات السلامة والصحة المهنية الأمريكية على أنها مواد خطرة. وتوجد قواعد دولية أيضا.

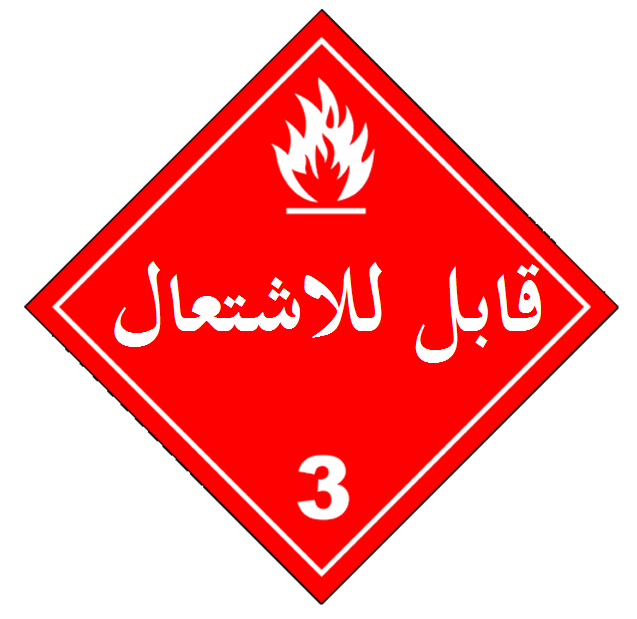
قابل للاشتعال
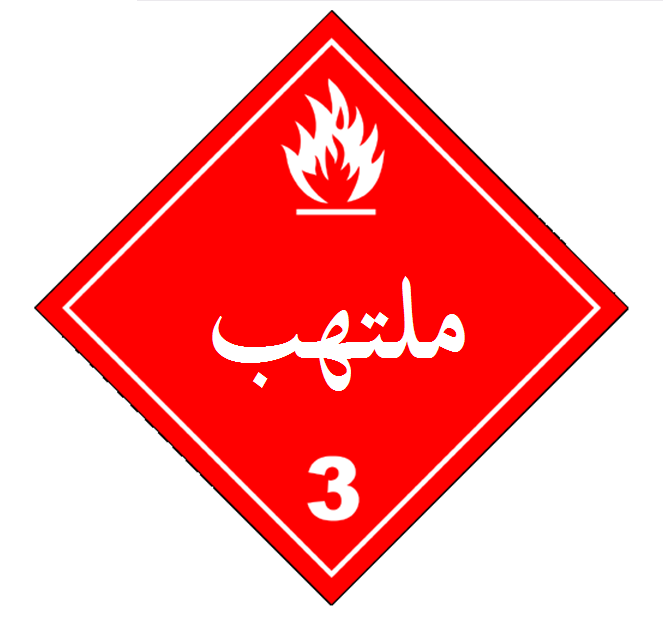
ملتهب
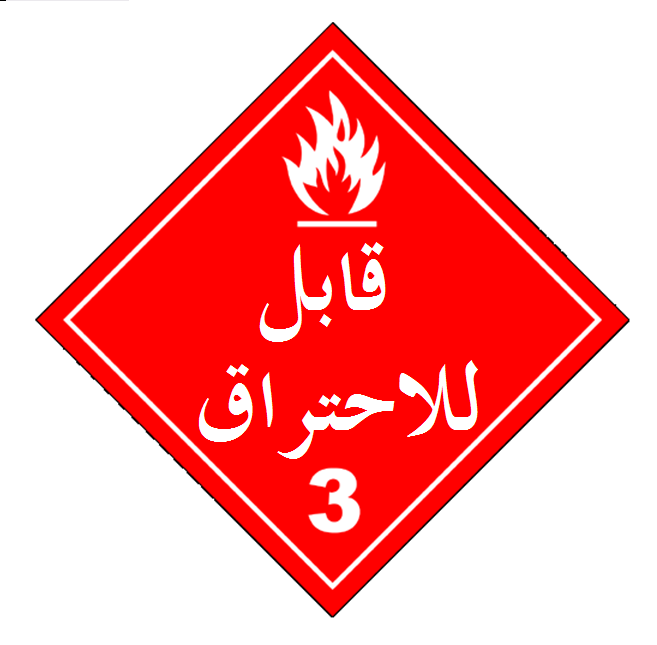
قابل للاحتراق
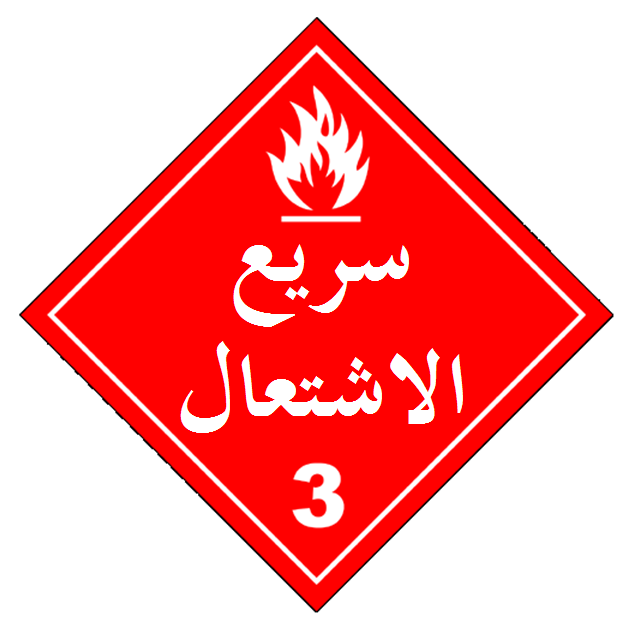
سريع الاشتعال
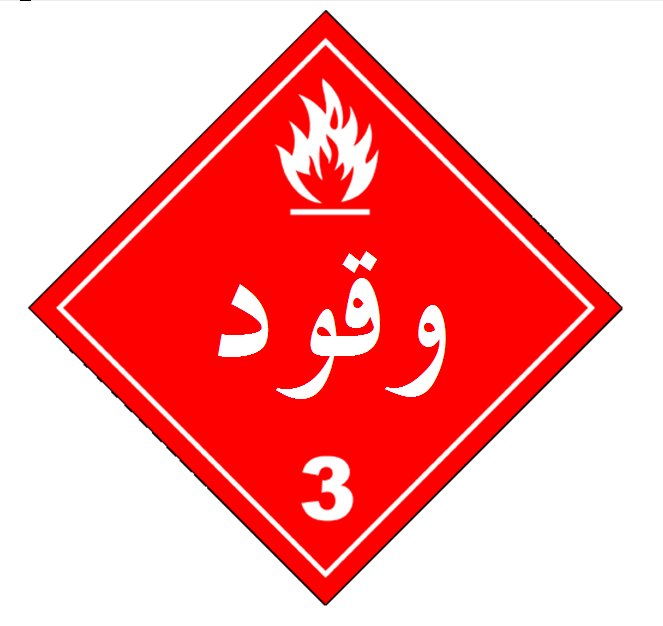
وقود
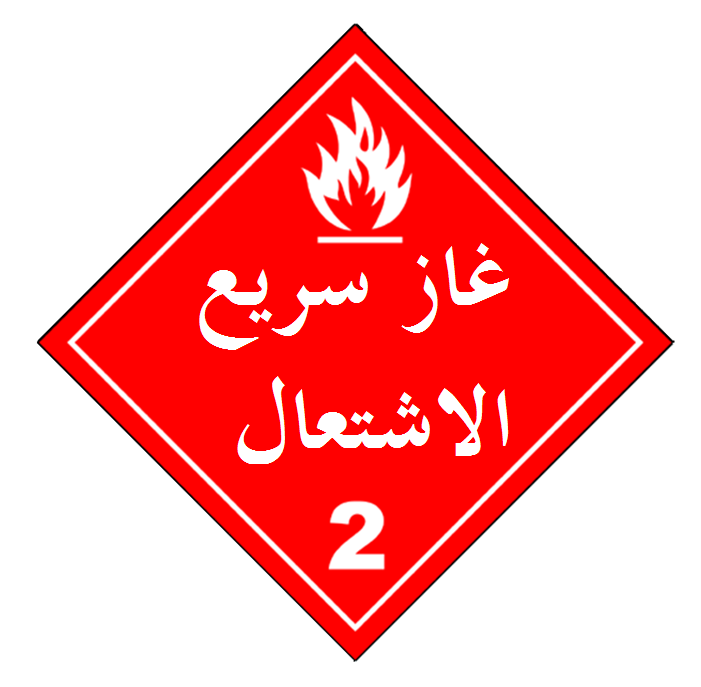
غاز سريع الاشتعال
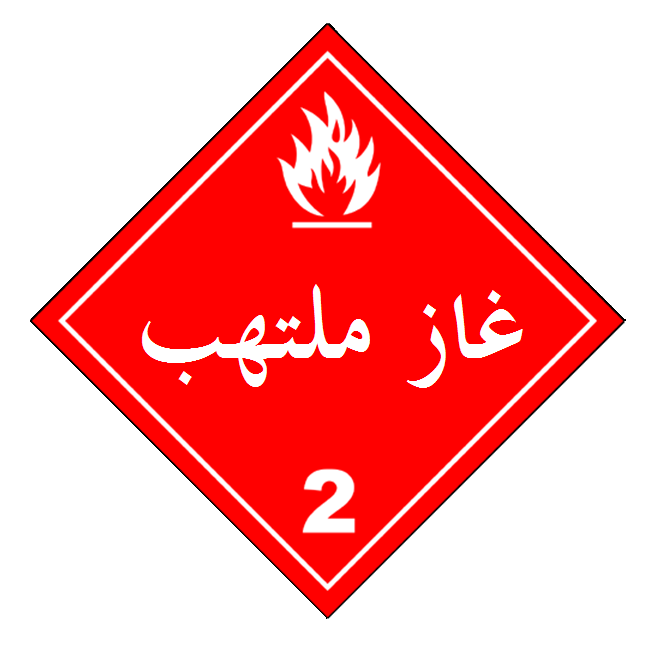
غاز ملتهب

مثال للسوائل القابلة للاشتعال البنزين، الإيثانول، الأسيتون. وقود الديزل من أقل مواد الوقود الثقيلة القابلة للاشتعال، كما أن الديزل الحيوي يعتبر من المواد غير القابلة للاشتعال وله نقطة وميض أعلى من 300 F°، رغم أنه يشتعل داخل محركات الديزل.

## اقرأ أيضا
- مقياس التفجرية